# シルエット☆ストーリィズ
『シルエット☆ストーリィズ』は、1996年9月27日にカネコ（当時は金子製作所）より発売されたプレイステーション用ゲームソフト。同社の「ギャルズパニック」シリーズと同系統の陣取りアクションゲームで、同年に発売された「ギャルズパニック4遊」をベースにしているが脱衣要素は無い。ストーリー要素があり、選択肢や、ゲーム前に示された条件を満たしたかどうかによって、シナリオが分岐する。
なお、本作と同日に毎日コミュニケーションズより発売されたセガサターン用ソフト「ギャルズパニックSS」もゲーム内容はほぼ同じだが、ストーリー要素はない。
2014年11月5日からガンホー・オンライン・エンターテイメントより「ゲームアーカイブス」として配信された。

## 登場キャラクター
- 泉 慶子（いずみ けいこ）

3月9日生まれのO型。身長159cm B 82 / W 59 / H 83
- 江本 明日香（えもと あすか）

9月15日生まれのO型。身長157cm B 84 / W 56 / H 84
- 太田 絵里香（おおた えりか）

10月20日生まれのO型。身長161cm B 81 / W 55 / H 84
- 木崎 麗衣（きざき れい）

6月2日生まれのAB型。身長168cm B 86 / W 52 / H 83
- 久保田 冬子（くぼた ふゆこ）

12月26日生まれのA型。身長164cm B 81 / W 60 / H 85
- 白浜 朝子（しらはま あさこ）

8月6日生まれのB型。身長156cm B 88 / W 58 / H 87
- 須原 ゆう（すはら - ）

2月2日生まれのAB型。身長173cm B 83 / W 59 / H 88
- 田嶋 理都（たじま りと）

5月16日生まれのO型。身長148cm B 77 / W 50 / H 81
- 深井 ミドリ（ふかい - ）

3月22日生まれのB型。身長155cm B 82 / W 53 / H 83
- 本堂 悦子（ほんどう えつこ）

10月29日生まれのA型。身長170cm B 86 / W 53 / H 87
- 久志野 サキ（くしの - ）※「ギャルズパニックSS」ではシークレット

7月14日生まれのB型。身長170cm B 82 / W 583 / H 86
- リーフ※「ギャルズパニックSS」ではシークレット

11月30日生まれ。